# Louis Ier d'Amboise
Pour les articles homonymes, voir Louis Ier.
Ludovicus de Ambosia ou Louis Ier d'Amboise (1433-1503) est un noble français, évêque d'Albi de 1474 à 1502. 

## Sa famille
Louis d'Amboise est né en 1433 au château de Chaumont-sur-Loire, près d'Amboise, d'une famille illustre.
Il est le second fils de Pierre d'Amboise seigneur de Chaumont, conseiller et chambellan de Charles VII et d'Anne de Bueil. 
Ses frères :
- Charles Ier d'Amboise (1430-1481) est gouverneur de Paris et de l'Île de France, de Champagne et de Bourgogne
- Jean (1434-1498) est évêque de Maillezais (1478-1481), de Langres (1481-1498) et gouverneur de Bourgogne,
- Pierre (1450-1505) est évêque de Poitiers (1481-1505)[1],
- Georges d'Amboise (1460-1510) est cardinal, archevêque et premier ministre de Louis XII.

Il est l'oncle de
- François Guillaume de Castelnau de Clermont-Lodève (1480-1540), cardinal en 1503,
- Louis II d'Amboise (1477-1517), successeur de Louis Ier d'Amboise en 1502, cardinal en 1506
- Georges II d'Amboise (1488-1550), cardinal en 1545[2], qui lui succède à Rouen, du maréchal Charles II d'Amboise de Chaumont, qu'il fait nommer gouverneur du duché de Milan.

Il est le cousin de René de Prie (1451-1519), cardinal en 1506.

## Biographie
Pendant la disgrâce de son père, à la suite de la ligue du Bien public, il se retira en Guyenne dans la cour du frère de Louis XI, duc de Guyenne Charles, puis, une fois son père rentré en grâce, il entra au conseil du roi. Dans un premier temps, Louis XI le chargea d'enquêter sur la mort, par empoisonnement, de son frère Charles. Il le nomma ensuite à la tête de l'abbaye de Jumièges.
On trouve mention de lui en tant « conseiller du roy, licencie en loix, maistre des requestes ordinaire de l'hostel dudit seigneur (Louis X) ». Par la suite, ses fonctions auprès pour le Louis XI remontent au moins au 20 avril 1472, où il signe à Laval une lettre patente du roi en tant que son conseiller. Puis, le 31 octobre 1472, par lettres royales signées depuis Amboise, il est nommé « procureur general en court de Romme » à la place du cardinal Jean Jouffroy,. 
En 1473, il fut nommé lieutenant-général du roi en Languedoc. Avant l'été, il fut envoyé en Italie, notamment à Florence, auprès du duc de Milan Laurent de Médicis,.
Le 24 janvier 1474, il remplaça Jouffroy en tant qu'évêque d'Albi, en vertu de bulles de Sixte IV du 9 des calendes de février,. Le 6 mars, par lettres patentes, Louis XI le nomme président aux assemblées des trois-états de Languedoc, en sa qualité d'évêque, et le 9 octobre 1474, il lui confie la charge de lieutenant général du roi en Roussillon et en Cerdagne,. Ainsi, Louis d'Ambroise préside-t-il, au nom du roi, les états de Languedoc tenus à Montpellier en avril 1475 ainsi qu'à Annonay en juin 1478,. 
Il fait partie de l'ambassade envoyée par Louis XI, à Ferdinand de Castille, en Espagne, pour féliciter ce dernier de son avènement après la mort du roi Henri.
Le 28 janvier 1477, après la conquête du duché de Bourgogne, il négocie, pour le roi, avec les États provinciaux. Louis XI l'avait aussi chargé de faire abattre, dans tout le duché, les places fortes inutiles et dangereuses pour le royaume.
Le 3 juillet 1479, le roi le félicite dans une lettre de sa conduite en Bourgogne. Le 31 juillet 1479, le jour où Louis XI arrive à Dijon, il aussi signe les lettres patentes du roi dans la cathédrale Saint-Bénigne de Dijon. L'on le retrouve, un peu plus tard, comme commissaire royal à la conférence pour la paix, à Boulogne, avec les envoyés de Maximilien d'Autriche.
Le 12 juillet 1480, Louis XI le nomme lieutenant-général du gouverneur de Bourgogne, en l'absence de son frère Jean d'Amboise, évêque et duc de Langres. À ce titre, Louis Ier d'Amboise s'occupe des grands jours de Beaune, transformés par la suite en parlement de Dijon.
Il était également chancelier de l'ordre de Saint-Michel,.
Il renonça à son siège épiscopal en faveur de son neveu Louis II d'Amboise en 1502, et mourut à Lyon le 1er juillet 1503 ou 1505,.

## LouisIerd'Amboiseet la réforme
Dès 1480, Louis Ier d'Amboise entreprend une réforme des ordres religieux dans son diocèse en remplaçant les chanoinesses régulières de Sainte-Catherine par des clarisses, ou appelant des dominicains réformés bretons, dont Tristan Dollo, de la congrégation de Hollande, pour réformer les dominicains d'Albi, entre 1492 et 1497.
Il fonda aussi la congrégation réformée des Carmes d'Albi, en 1499. Il organise les annonciades à Albi, seule ville en France à les organiser, après Bourges. Il réforme, non sans mal, les franciscains d'Albi et fait venir, pour y prêcher, Olivier Mallard, en 1494. Le testament de Louis d'Amboise atteste, aussi, de ses liens avec les diverses réformes des ordres mendiants.

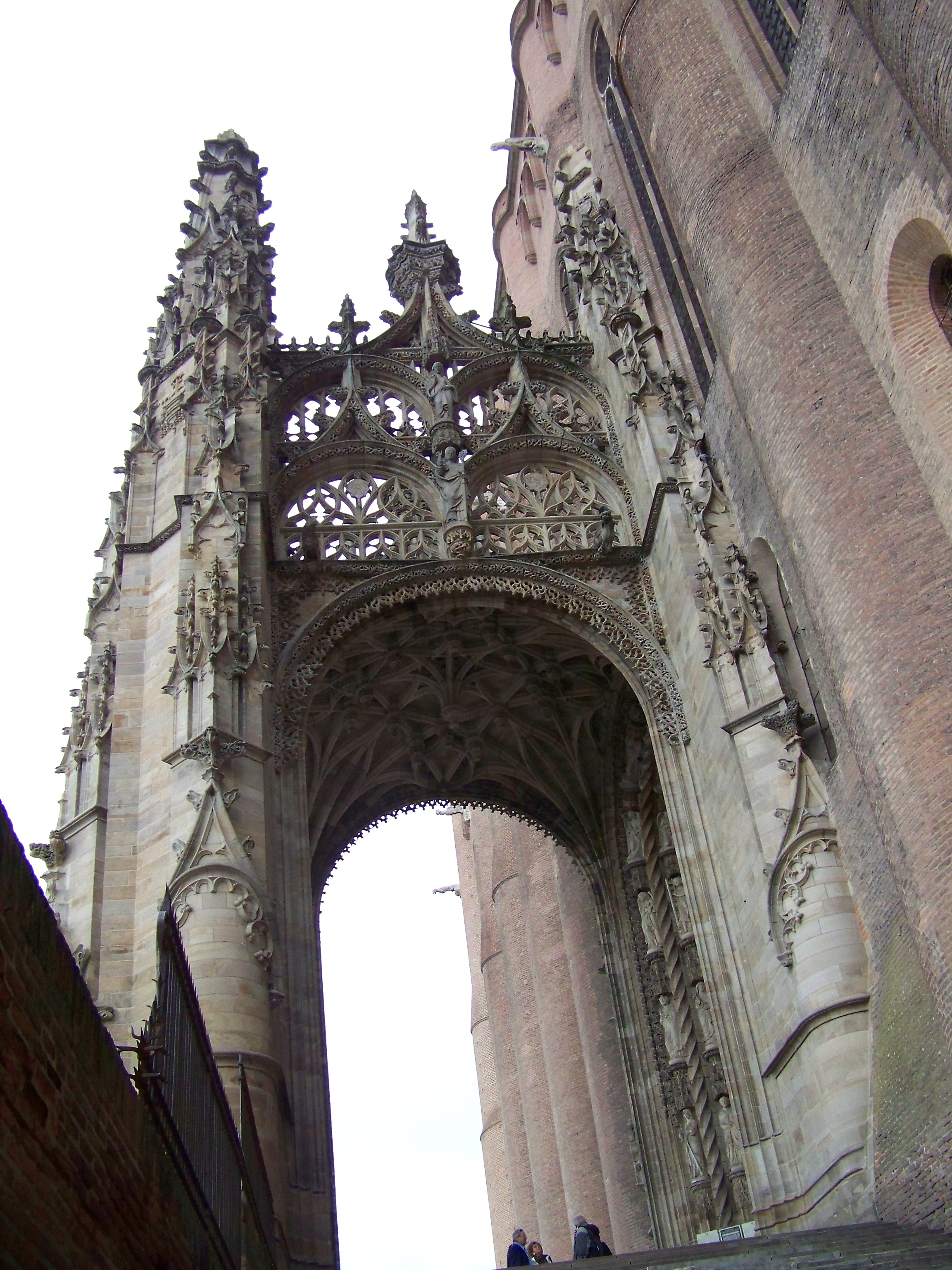
Porche de la Cathédrale Sainte-Cécile d'Albi, commandité par Louis Ier d'Amboise

## LouisIerd'Amboiseet les arts

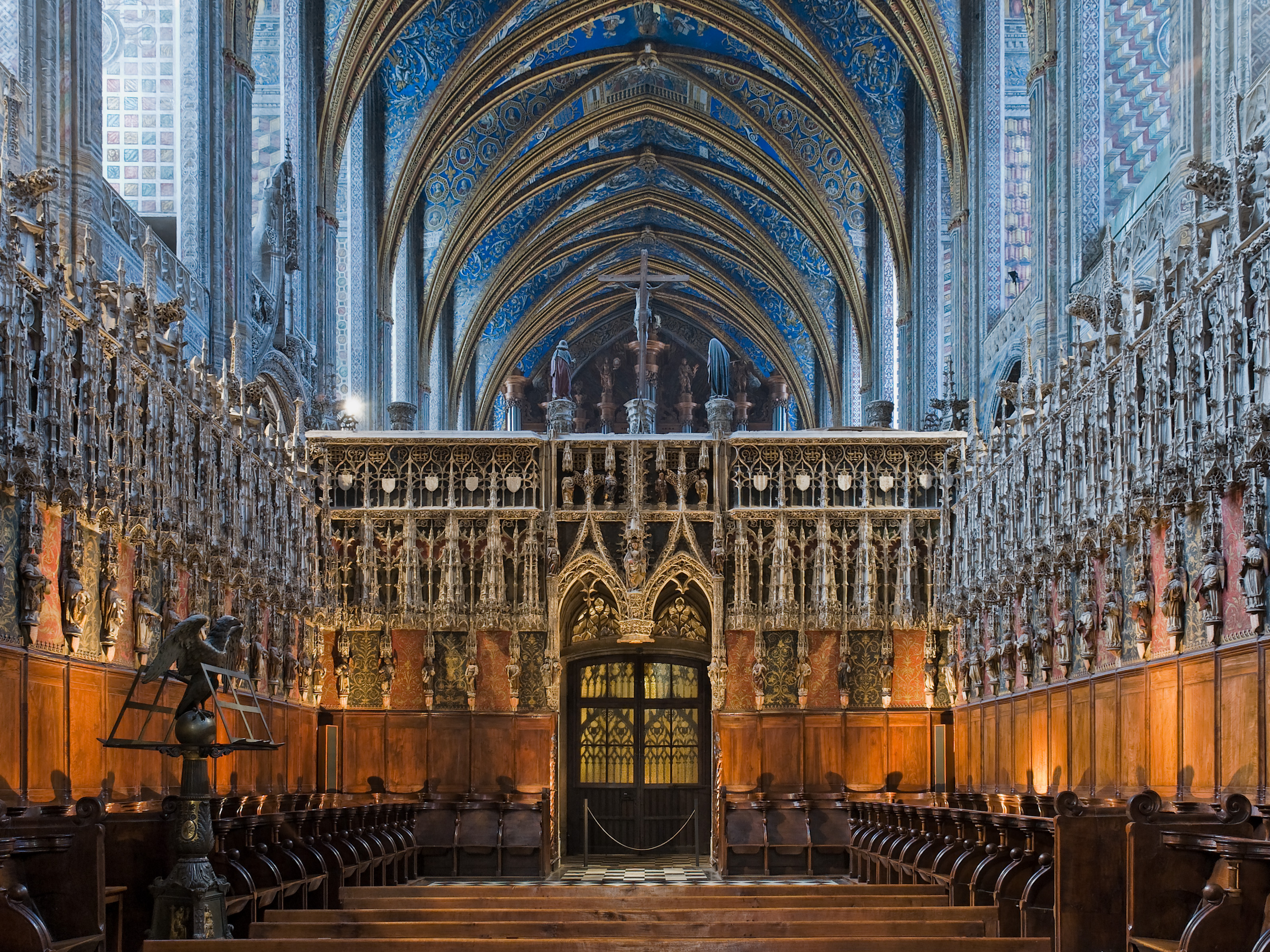
Jubé de la cathédrale d'Albi commandité par Louis Ier d'Amboise.

D'après la page 85, des Études historiques et documents inédits sur l'Albigeois, de Clément Compayre, (Archives de la mairie d'Albi), un manuscrit du XVIIIe siècle contient le texte suivant : On ne peut parler de Louis Ier d'Amboise qu'avec éloge, soit du côté de la naissance, soit du côté de ses éminentes vertus. Sa conduite lui fit donner pendant sa vie le nom de Prud'homme qui était, alors, de grand poids et que l'on ne donnait qu'aux personnes d'une sagesse consommée. Il fit faire le magnifique chœur de la cathédrale de Sainte-Cécile à Albi, tel qu'on le voit aujourd'hui, ouvrage de telle beauté et perfection que l'art surpasse la nature! Le jubé, aussi remarquable que le chœur, est parsemé des armoiries de ce prélat.
Il fit exécuter le porche flamboyant de cette cathédrale ainsi que son clocher.
C'est à sa magnificence que l'on doit, aussi, entre 1485 et 1493, le retable du maître-autel en argent doré, orné de bas reliefs représentant la vie de Jésus.

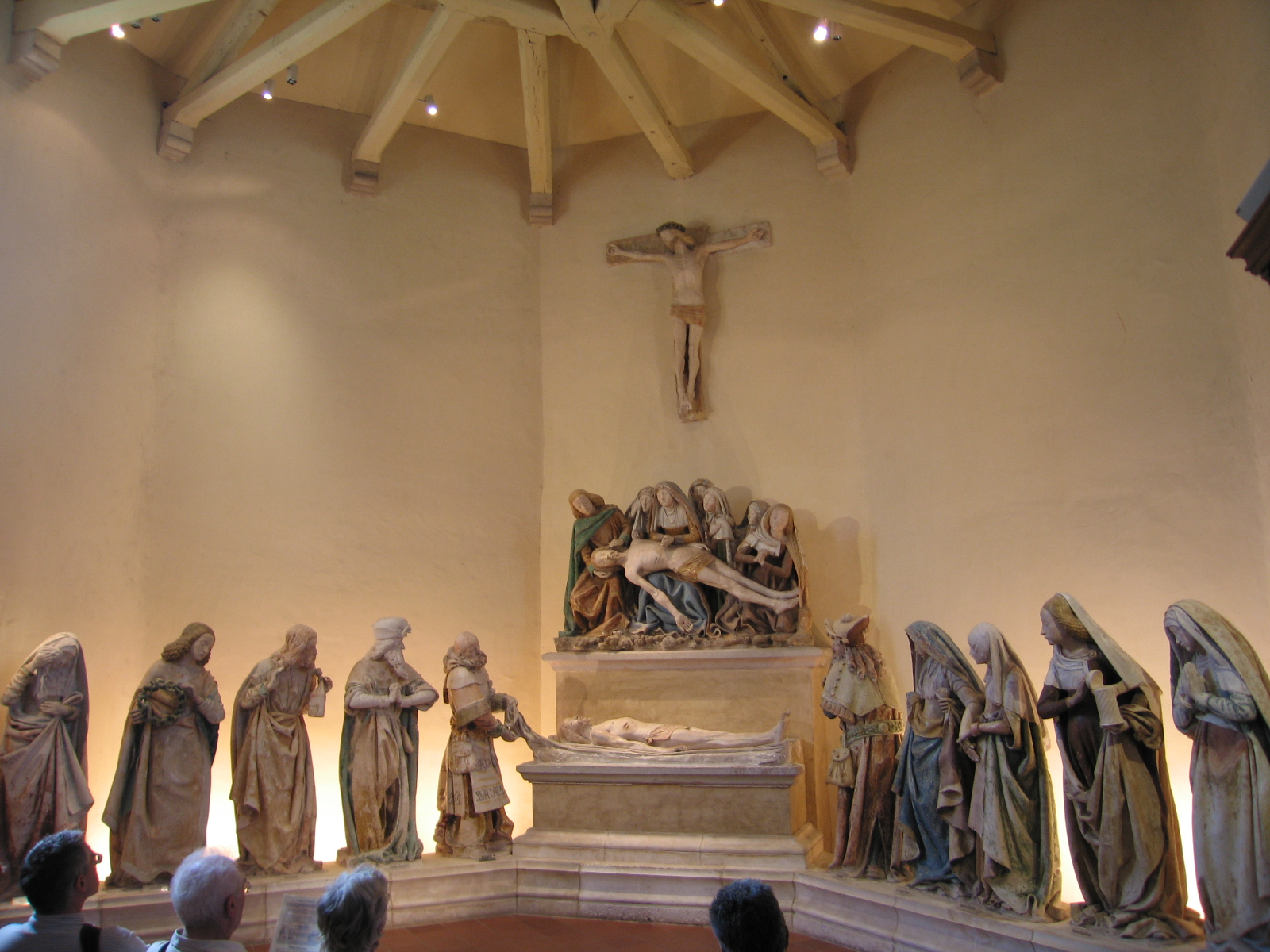
Ensemble de statues que Louis Ier d'Amboise a fait réaliser pour son palais de Combefa, près d'Albi.

Il fit également bâtir ce qu'il y a de plus beau au palais de la Berbie et au palais de Combefa. L'épaisseur des murailles est extraordinaire et les fondations sont plus enfoncées dans la terre qu'elles ne sont élevées au-dessus.
La chapelle de Combefa, la peinture, les statues placées autour de l'autel, et les vitraux, passent en albigeois pour des merveilles qui sont des effets de sa piété et de sa libéralité.

## Documents en liens externes
- Lettre patente de Louis XI, datée de la Motte d'Égry le 9 août 1480
- Procès-verbal de Louis d'Amboise, daté de Combe-Fau le 24 octobre 1480